# Ходыкин, Андрей Дмитриевич
Андрей Дмитриевич Ходыкин (21 марта 1986, Москва) — российский футболист, защитник.

## Карьера
Играл за «Торпедо-ЗИЛ», московскую «Смену-РГ», дубль московского «Динамо», московскую «Нику», МВД России, армянский «Пюник», «Петровку 38», «Спортакадемклуб», в сезоне 2006/07 выступал клуб «Харьков».
В 2011 году играл в высшей лиге чемпионата Узбекистана за «Машъал», где 24 апреля 2011 года стал автором одной из главных сенсаций прошедшего чемпионата Узбекистана, принеся «Машъалу» своим голом с 35 метрового штрафного удара победу над самым титулованным и известным клубом страны ташкентским «Пахтакором».
В 2012 году перешёл в тульский «Арсенал», вместе с которым он вышел в ФНЛ. Однако перед новым сезоном Ходыкин был отчислен из команды. 5 июля 2013 года защитник заключил контракт с ивановским «Текстильщиком». Дебютировал за новый коллектив Ходыкин 10 июля в матче 1/256 финала Кубка России против владимирского «Торпедо», выйдя на замену 67-й минуте вместо Игоря Балашова.
Старший брат Алексей (род. 1976 г.) тоже являлся футболистом.